# A'ou de Hongfeng
L'a'ou de Hongfeng, est une langue taï-kadaï, de la branche kadaï, parlée dans le Guizhou, en Chine, par les Gelao.

## Classification
L'a'ou (en chinois 阿欧, ā ōu) est un des ensembles de parlers du gelao qui fait partie des langues kadaï, un des groupes des langues taï-kadaï. L'a'ou fait partie du même groupe de parlers que le gelao rouge. Li, Han et Wei utilisent le nom de gelao rouge pour le parler de la frontière sino-vietnamienne mais estiment qu'on peut le considérer comme un sous-dialecte de l'a'ou. Les A'ou de Hongfeng se nomment eux-mêmes pu55ɣəu43. Le nom d'a'ou est cependant utilisé dans les classifications comme un synonyme de gelao rouge.

## Phonologie
Les tableaux présentent les phonèmes de l'a'ou parlé dans le village chinois de Hongfeng (红丰) du xian de Dafang rattaché à la préfecture de Bijie au Guizhou.

### Voyelles
Les voyelles sont :
|         | Antérieure  | Centrale | Postérieure |
| ------- | ----------- | -------- | ----------- |
| Fermée  | i [i] y [y] |          | u [u]       |
| Moyenne |             | ə˞ [ə˞]  | o [o]       |
| Ouverte | ɛ [ɛ] a [a] |          |             |

#### Allophones
[i] a deux allophones, [ɿ] et [ɪ].

### Consonnes
les consonnes sont :
|              |              | Bilabiales | Alvéolaires | Alvéolaires | Alv.-p.   | Dorsales  | Dorsales | Dorsales | Laryngal. | Glottales |
| ------------ | ------------ | ---------- | ----------- | ----------- | --------- | --------- | -------- | -------- | --------- | --------- |
| Centrales    | Latérales    | Bilabiales | Palatales   | Vélaires    | Alv.-p.   | Uvulaires |          |          | Laryngal. | Glottales |
| Occlusives   | Sourde       | p [p]      | t [t]       |             |           |           | k [k]    | q [q]    |           | ʔ [ʔ]     |
| Occlusives   | Aspirées     | ph [pʰ]    | th [tʰ]     |             |           |           | kh [kʰ]  | qh [qʰ]  |           |           |
| Occlusives   | Sonore       | b [b]      | d [d]       |             |           |           | g [g]    |          |           |           |
| Fricatives   | sourdes      | f [f]      | s [s]       | ɬ [ɬ]       | ɕ [ɕ]     |           | x [x]    | χ [χ]    | ʕ [ʕ]     | h [h]     |
| Fricatives   | Sonore       | v [v]      | z [z]       |             | ʑ [ʑ]     |           | ɣ [ɣ]    | ʁ [ʁ]    |           |           |
| Affriquées   | Sourde       |            | ts [t͡s]     |             | tɕ [t͡ɕ]   |           |          |          |           |           |
| Affriquées   | Aspirées     |            | tsh [t͡sʰ]   |             | tɕh [t͡ɕʰ] |           |          |          |           |           |
| Affriquées   | Sonores      |            | dz [d͡z]     |             | dʑ [d͡ʑ]   |           |          |          |           |           |
| Liquides     |              |            |             | l [l]       |           |           |          |          |           |           |
| Liquides     | Préglottal.  |            |             | ʔl [ʔl]     |           |           |          |          |           |           |
| Nasales      | Sonore       | m [m]      | n [n]       |             |           | ɲ [ɲ]     | ŋ [ŋ]    |          |           |           |
| Nasales      | Préglottal.  | ʔm [ʔm]    | ʔn [ʔn]     |             |           | ʔɲ [ʔɲ]   | ʔŋ [ʔŋ]  |          |           |           |
| Nasales      | dévoisée     | m̥ [m̥]      | n̥ [n̥]       |             |           | ɲ̥ [ɲ̥]     | ŋ̥ [ŋ̥]    |          |           |           |
| Semi-voyelle | Semi-voyelle | w [w]      |             |             |           | j [j]     |          |          |           |           |

#### Allophones
L'occlusive [b] a un allophone [bz] en variation libre devant la voyelle [ɪ].

### Tons
L'a'ou de Hongfeng est une langue tonale, avec 4 tons.
| Ton | Valeur | Exemple       | Traduction |
| --- | ------ | ------------- | ---------- |
|     | 55     | ŋ́55           | eau        |
|     | 43     | ʔa43no13χəu43 | ail        |
|     | 31     | mɪn31         | pluie      |
|     | 13     | ʔau13         | blanc      |

## Grammaire

### Numéraux
Les numéraux de un à dix du gelao de Hongfeng sont :
| un   | deux  | trois | quatre | cinq  | six    | sept | huit | neuf  | dix   |
| ---- | ----- | ----- | ------ | ----- | ------ | ---- | ---- | ----- | ----- |
| sɿ55 | səu43 | tɪ43  | pau43  | mau31 | miaŋ31 | tɛ43 | ʕɛ31 | sau13 | hye13 |

## Sources
- (zh) Li Jinfang, Han Linlin, Wei Mingying, 2011, 中越边境红仡佬语的系属地位 - Zhōngyuè biānjìng hóng gēlǎoyǔ de xì shǔ dìwèi, Journal of Language and Linguistics 28-2.
- (zh) 红丰仡佬语概况 - Hóngfēng gēlǎoyǔ gàikuàng.
- (en) Jerold A. Edmondson, s. d., Subdivisions of Kra.